# Lastra a Signa
Lastra a Signa es una localidad italiana de la ciudad metropolitana de Florencia, región de Toscana, contaba con 20.252 habitantes en 2017.

Ubicación de la ciudad de Lastra a Signa dentro de la provincia de Florencia.

## Evolución demográfica
| Gráfica de evolución demográfica de Lastra a Signa entre 1861 y 2001 |
|                                                                      |
| Fuente ISTAT - Elaboración gráfica por parte de Wikipedia            |

## Ciudades hermanadas
- Grosio, Italia desde 1989
- Saint-Fons, Francia desde 1995
- Munster, Irlanda desde 2015